# Enstone Airfield
Enstone Airfield è un aeroporto di aviazione civile situato vicino a Enstone nello Oxfordshire. La sua frequenza radio è 129.880 MHz.
L'aerodromo ha una pista che è lunga 1100 metri, costituito da una superficie di asfalto su base in cemento. C'è anche una striscia in erba parallela alla pista di 800 metri che può essere messa a disposizione di alcuni aerei.
L'aerodromo fu costruito durante la seconda guerra mondiale come base della Royal Air Force Bomber Command.
L'aerodromo aprì il 15 settembre 1942 come RAF Enstone e come satellite della base di Moreton-in-Marsh della RAF. Fu utilizzato da aerei Vickers Wellington fino all'aprile del 1944.
Un distaccamento di North American T-6 Texan e di Airspeed Oxford giunse quindi ad Enstone e partì nel dicembre del 1946. La base chiuse nel 1947.

## Uso attuale
Oggi è utilizzato per l'aviazione generale. La pista di asfalto è affittata dalla compagnia Oxfordshire Sport Flying Limited, che dà lezioni di volo in alianti moderni a motore sopra l'Oxfordshire.
Con l'aerodromo operativo solo durante le ore di luce dopo le 08:00 (ora locale), le attività di volo possono svolgersi soltanto previo permesso richiesto (PPR).
La pista d'erba, invece, è di proprietà di Enstone Airlines ed è operativa dall'alba al tramonto tutto l'anno. Enstone Airlines provvede anche alla manutenzione degli aeromobili.
L'aeroclub Enstone Flying Club è il più grande dell'aerodromo e al momento sta costruendo uno squadrone di Supermarine Spitfire MK26B. La compagnia Enstone Sales and Services organizza incontri su questo progetto e organizza tour degli ambienti due volte a settimana dalla primavera all'autunno.
L'aeroclub Enstone Flying Club, invece, ospita il Jaguar XX764 ora in ristrutturazione.
Oltre ad attività sull'aviazione, l'aerodromo promuove attività industriali, come l'automobilistica e l'ingegneria generale.
L'aerodromo è stato usato nel 2018 come circuito di gara dello show di motori britannico The Grand Tour (programma televisivo).